# Sič
Sič (ukrajinsky Січ) bylo administrativní a vojenské centrum kozáků a obzvláště Záporožských kozáků. Mělo podobu opevněného tábora. Název je odvozen od ukrajinského slova сікти ve významu „sekat, kácet“, protože kozáci potřebovali ke stavbě siče vykácet les okolo a postavit palisádu z pokácených kmenů.
Záporožská sič sloužila jako centrum Záporožských kozáků od 16. do 18. století a nacházela se na Dněpru. Zadunajská sič se nacházela v deltě Dunaje a sloužila Záporožským kozákům, kteří se tam usídlili.